# 래리 퐁
래리 퐁(영어: Larry Fong)은 미국의 영화 촬영 기사이다. 로스앤젤레스 출신으로, 캘리포니아 대학교 로스앤젤레스에서 언어학 학사를 수료한 뒤 아트 센터 칼리지 오브 디자인에서 영화와 사진술을 전공하였다. 이후 《300》(2007)을 시작으로 《왓치맨》(2009), 《써커 펀치》(2011), 《배트맨 대 슈퍼맨: 저스티스의 시작》(2016) 등 잭 스나이더 감독과 협업하였다.
또한 전문 마술사로 활동하며, 마술 아카데미의 회원이기도 하다.

## 연출 작품 목록

### 영화
| 연도 | 제목                              | 원제                               | 배역             | 비고 |
| ---- | --------------------------------- | ---------------------------------- | ---------------- | ---- |
| 2000 | 히어로                            | Hero                               | 마크 뱀퍼드      |      |
| 2004 | 희망봉                            | Cape of Good Hope                  | 마크 뱀퍼드      |      |
| 2007 | 300                               | 300                                | 잭 스나이더      |      |
| 2009 | 왓치맨                            | Watchmen                           | 잭 스나이더      |      |
| 2011 | 써커 펀치                         | Sucker Punch                       | 잭 스나이더      |      |
| 2011 | 슈퍼 에이트                       | Super 8                            | J. J. 에이브럼스 |      |
| 2013 | 나우 유 씨 미: 마술사기단         | Now You See Me                     | 루이 르테리에    |      |
| 2016 | 배트맨 대 슈퍼맨: 저스티스의 시작 | Batman v Superman: Dawn of Justice | 잭 스나이더      |      |
| 2017 | 콩: 해골섬                        | Kong: Skull Island                 | 조던 보트로버츠  |      |